# Jasper Weatherby
Jasper Weatherby (né le 22 janvier 1998 à Portland dans l'État de l'Oregon aux États-Unis) est un joueur professionnel américain de hockey sur glace. Il évolue au poste de centre. 

## Biographie

### Carrière en club
Il est repêché en 4e ronde, 102e au total, par les Sharks de San José au Repêchage d'entrée dans la LNH 2018. Après sa 3e saison avec les Fighting Hawks du Dakota du Nord dans la NCHC, il conclut sa carrière universitaire en signant son contrat d'entrée de 2 ans avec les Sharks, le 24 août 2021.
À son premier camp d'entraînement avec les Sharks, il réussit à se tailler une place dans l'alignement de l'équipe pour l'ouverture de la saison régulière 2021-2022. Il fait ses débuts dans la LNH, le 16 octobre 2021, face aux Jets de Winnipeg contre qui il marque son premier but en carrière dans une victoire de 4-3. Il termine la saison avec une récolte de 11 points en 50 matchs.
Après avoir joué l'entièreté de la saison 2022-2023 avec le Barracuda de San José dans la LAH, il signe un contrat d'une saison à deux volets avec les Predators de Nashville le 3 juillet 2023. Il gagnera 775 000 $ s'il joue pour ceux-ci en 2023-2024.

## Statistiques

### En club
| Saison     | Équipe                           | Ligue      |    | Saison régulière | Saison régulière | Saison régulière | Saison régulière | Saison régulière |    | Séries éliminatoires | Séries éliminatoires | Séries éliminatoires | Séries éliminatoires | Séries éliminatoires |
| Saison     | Équipe                           | Ligue      | PJ | B                | A                | Pts              | Pun              | PJ               | B  | A                    | Pts                  | Pun                  |                      |                      |
| 2016-2017  | Wild de Wenatchee                | BCHL       | 46 | 12               | 20               | 32               | 25               | 10               | 2  | 2                    | 4                    | 4                    |                      |                      |
| 2017-2018  | Wild de Wenatchee                | BCHL       | 58 | 37               | 37               | 74               | 47               | 20               | 15 | 23                   | 38                   | 8                    |                      |                      |
| 2018-2019  | Fighting Hawks du Dakota du Nord | NCHC       | 36 | 3                | 2                | 5                | 32               | -                | -  | -                    | -                    | -                    |                      |                      |
| 2019-2020  | Fighting Hawks du Dakota du Nord | NCHC       | 35 | 10               | 8                | 18               | 20               | -                | -  | -                    | -                    | -                    |                      |                      |
| 2020-2021  | Fighting Hawks du Dakota du Nord | NCHC       | 29 | 14               | 10               | 24               | 8                | -                | -  | -                    | -                    | -                    |                      |                      |
| 2021-2022  | Sharks de San José               | LNH        | 50 | 5                | 6                | 11               | 18               | -                | -  | -                    | -                    | -                    |                      |                      |
| 2021-2022  | Barracuda de San José            | LAH        | 25 | 5                | 10               | 15               | 24               | -                | -  | -                    | -                    | -                    |                      |                      |
| 2022-2023  | Barracuda de San José            | LAH        | 39 | 3                | 3                | 6                | 39               | -                | -  | -                    | -                    | -                    |                      |                      |
| Totaux LNH | Totaux LNH                       | Totaux LNH | 50 | 5                | 6                | 11               | 18               | -                | -  | -                    | -                    | -                    |                      |                      |

## Trophées et honneurs personnels

### BCHL
- 2017-2018 : nommé dans la première équipe d'étoiles
  - récipiendaire du Trophée Vern Dye Memorial (joueur par excellence)
  - récipiendaire du Trophée Brett Hull (meilleur marqueur)

### NCHC
- 2019-2020-2021 : nommé dans l'équipe académique de la Conférence